# Миколаївка (Сімферопольський район)
Микола́ївка (крим. Mykolayivka) — селище в Україні, в Сімферопольському районі Автономної Республіки Крим. Адміністративний центр Миколаївської селищної ради. Розташоване на березі Чорного моря, на відстані 40 кілометрів від Сімферополя.

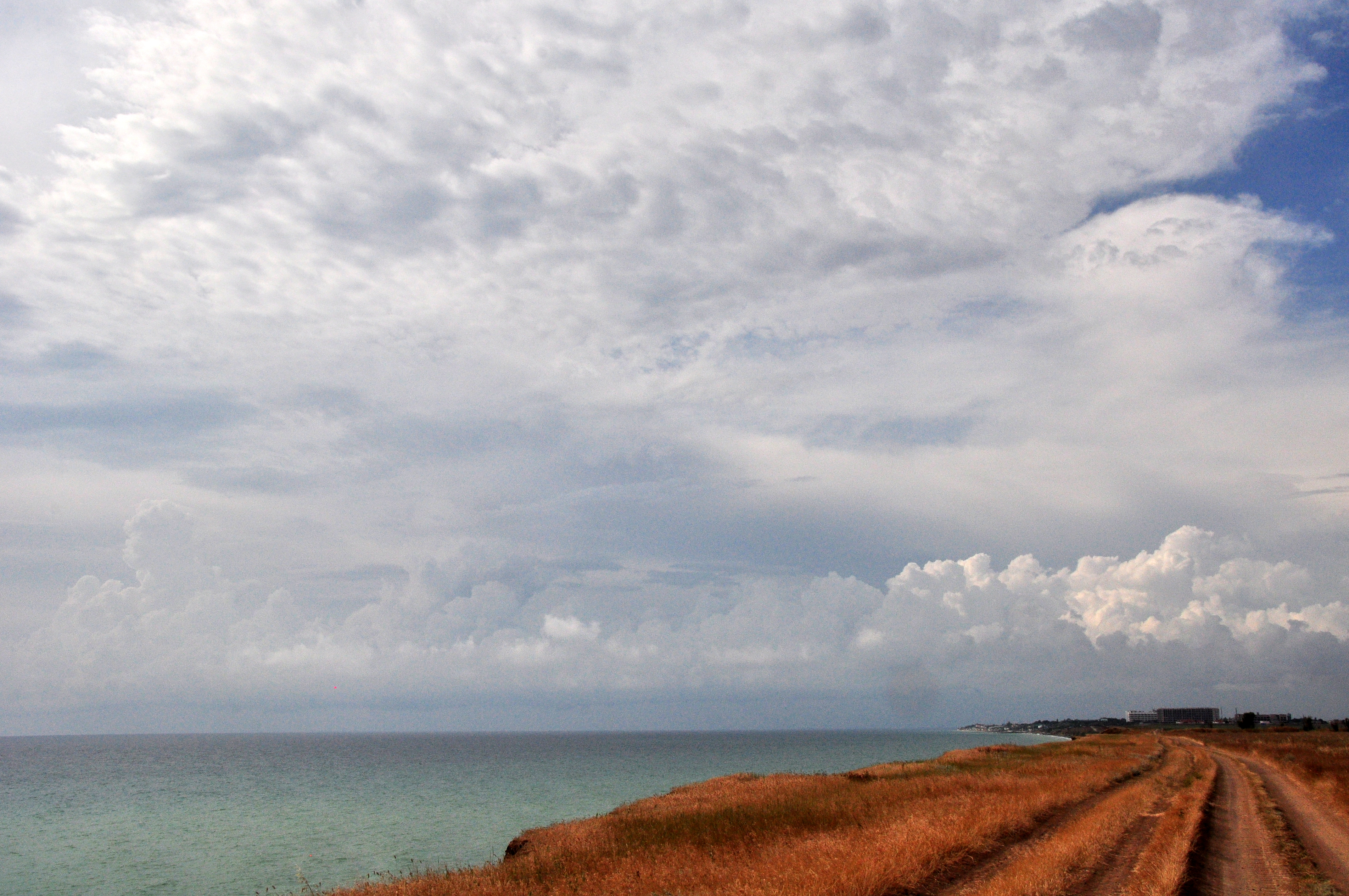
Берегова лінія між с. Миколаївка і с. Берегове в Криму

Отримало статус селища міського типу у 1988 році.
Розвинені рибальство, рослинництво, виноградарство, виноробство та бджільництво. Є загальноосвітня школа, дитсадок, Будинок культури, бібліотека, амбулаторія; 8 пансіонатів і 23 бази відпочинку.
Діє церква Миколи Чудотворця, встановлено пам'ятні знаки А. Бобирю, на честь 54-ї берегової батареї та меморіал «Корабельна гармата 34-К».

## Історія

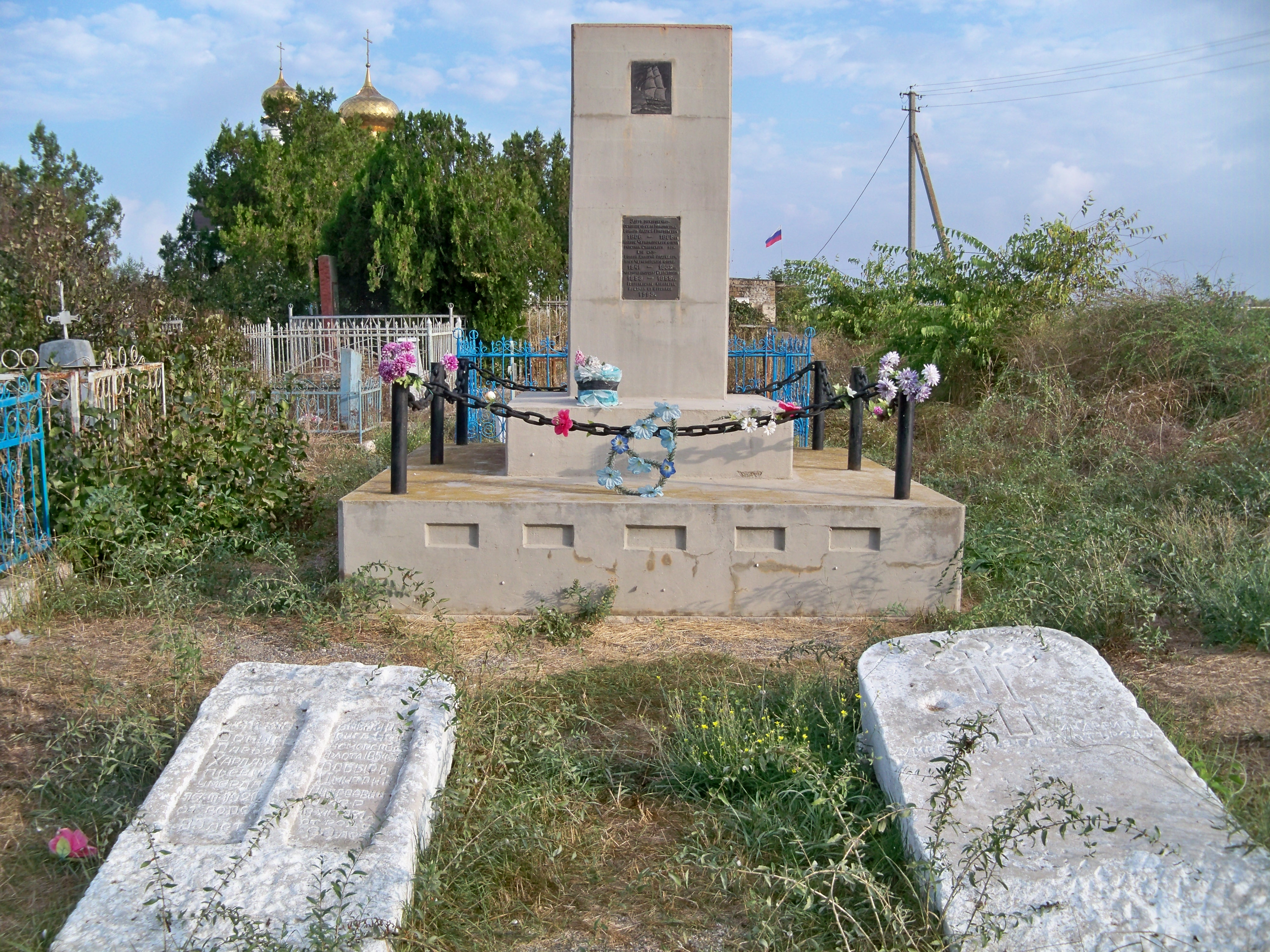
Пам'ятник засновникам селища Андрієві та Дмитрові Бобирям

Біля Миколаївки виявлено неолітичне поселення та кургани доби бронзи, поблизу Вінницького — скіфське поселення.
За легендою, Миколаївку заснували 1858 року відставні матроси на чолі з Андрієм Григоровичем Бобирем, бомбардиром з Чернігівщини, учасником Сінопської битви та першої оборони Севастополя.
Після поранення та лікування у Москві Андрій Бобир отримав від Олександра II грамоту, вільну від кріпацтва та 8 десятин землі у будь-якому куточку імперії.
Бобир вирішив повернуться в Севастополь, але йому не дали землі у місті, і дозволили оселитися жити тільки на Північній або Корабельній стороні міста, як людині нижчого стану.
Дізнавшися, що на березі Каламітської затоки є вільні землі, Бобиру вдалося виклопотати в російського імператора дозвіл для себе та товаришів-ветеранів Чорноморського флоту оселитися в цій місцевості.
Вільними ці землі були через багаторічні утиски російської окупаційною владою місцевого населення, що спричинило масову міграцію до Османської імперії.
Колишні матроси восени 1858 року спорудили землянки на березі моря, біля джерела Миколин ключ, започаткувавши село з назвою Миколаївка.
За Списком населених пунктів Кримської АРСР за Всесоюзним переписом 17 грудня 1926 року, в селі Миколаївка Деркульської сільради Сімферопольського району налічувалося 145 дворів, з них 123 селянських, населення становило 730 осіб, з них 659 українців, 7 білорусів, 6 кримських татар, 50 росіян, 4 вірмен, 1 німець, 1 грек, діяла російська школа.
Від 1964 року Миколаївське узбережжя — комплексна пам'ятка природи місцевого значення.
За переписом населення 2001 року у Миколаївці проживали 2672 особи (складає 108,3 % до 1989); за оцінкою Державної служби статистики України станом на 1 січня 2014 чисельність населення становила 2750 осіб: переважно росіяни, є українці та кримські татари.
Нині у Миколаївці проживають до ста онуків та правнуків Бобиря, а всього у Криму його нащадків налічується 264 особи за даними на 2015 рік.